# Леова
Леова је град и седиште Леовског рејона, у Молдавији.

## Положај
Град се налази на граници са Румунијом, на обали реке Реут. Удаљен је 92 km југозападно од Кишињева.

## Становништво
Према попису, у граду је 2014. живело 7.443 становника.
| Народ     | попис 2004. | %      |
| --------- | ----------- | ------ |
| Молдавци  | 8,435       | 84.12% |
| Руси      | 629         | 6.27%  |
| Бугари    | 349         | 3.48%  |
| Украјинци | 278         | 2.77%  |
| Румуни    | 150         | 1.50%  |
| Гагаузи   | 99          | 0.99%  |
| Роми      | 28          | 0.28%  |
| остали    | 63          |        |
| Укупно    | 10,027      | 100%   |

### Јевреји у Леови
На попису из 1930. године, у граду је било 2,326 Јевреја, око трећине од укупног броја становника. У јуну 1940. године, након потписивања Рибентроп-Молотов споразума, Совјетски Савез присваја Бесарабију и Буковину. Убрзо затим, Совјети почињу да са анексираних области депортују становништво у Сибир, међу којима су били ционистички  лидери и имућни Јевреји. Годину дана касније, неки од Јевреја су предосетили да се рат приближава и одлазе на исток, у средњу Азију. Након што су немачке трупе окупирале град, у јулу 1941. године, већина јеврејских мушкараца је погубљена, а жене и децу пребацују у кахулски логор, у ком су заробљенике присиљавали на „марш смрти”. „Марш смрти” је почињао из Леове, и завршавао се у Березевци, у Украјини. Од свих заточеника, само две млађе девојке су преживеле „марш смрти”.

## Медији
- Слободна реч (Cuvântul Liber) - новине

## Знамените личности
- Идел Јанкелевич, скулптор
- Јон и Доина Теодорович, музичари
- Виктор Тома, научник и инжењер

## Међународни односи
Леова је побратимљен са:
- Ветришоаја, Румунија